# أنتيغوا وباربودا في الألعاب الأولمبية
أنتيغوا وبربودا في الألعاب الأولمبية الألعاب الأولمبية هي من أهم الأحداث الرياضية في أنتيغوا وبربودا، تقوم اللجنة الأولمبية لأنتيغوا وبربودا بالإشراف في شؤون مشاركة أنتيغوا وبربودا في الألعاب الأولمبية، شاركت أنتيغوا وبربودا أول مرة في الألعاب الأولمبية في دورة 1976 في مونتريال في كندا، ولم تفز أنتيغوا وبربودا حتى الآن بأي ميدالية أولمبية.